# Rally de Hungría 2019
El Rally Hungary 2019 fue la primera edición y la octava y última ronda de la temporada 2019 del Campeonato de Europa de Rally. Se celebró del 8 de noviembre al 10 de noviembre y contó con un itinerario de catorce tramos sobre asfalto que sumarón un total de 211,52 km cronometrados.
El ganardor de la prueba fue el local Frigyes Turán quien ganó en su rally de casa su primer rally en el Campeonato de Europa de Rally, fue acompañado en el podio por el ruso Aleksey Lukyanuk y el irlandés Callum Devine.
Con los puntos sumados al terminar en el cuarto puesto, el británico Chris Ingram se consagró campeón europeo de rally, siendo el primer británico en ganar en la categoría principal y el segundo tras el título conseguidó por Vic Elford en el Grupo 3 en 1967.

## Itinerario
| Día                     | Tramo | Nombre                        | Distancia | Ganador de la etapa              | Automóvil                    | Tiempo          | Líder de la general              |
| ----------------------- | ----- | ----------------------------- | --------- | -------------------------------- | ---------------------------- | --------------- | -------------------------------- |
| Día 1 (8 de noviembre)  | -     | Napkor (Shakedown)            | 3.90 km   | Chris Ingram                     | Škoda Fabia Rally2 Evo       | 2:13.0          | -                                |
| Día 1 (8 de noviembre)  | SS1   | SSS Rabócsiring               | 2.40 km   | Alexey Lukyanuk Ferenc Vincze Jr | Citroën C3 R5 Škoda Fabia R5 | 1:53.1          | Alexey Lukyanuk Ferenc Vincze Jr |
| Día 2 (9 de noviembre)  | SS2   | Újhuta - Nyíri /1             | 19.95 km  | Ferenc Vincze Jr                 | Škoda Fabia R5               | 11:42.5         | Ferenc Vincze Jr                 |
| Día 2 (9 de noviembre)  | SS3   | Füzér - Abaújvári elágazás /1 | 23.43 km  | Alexey Lukyanuk                  | Citroën C3 R5                | 13:33.3         | Alexey Lukyanuk                  |
| Día 2 (9 de noviembre)  | SS4   | Mád - Disznókő /1             | 10.19 km  | Alexey Lukyanuk                  | Citroën C3 R5                | 6:25.3          | Alexey Lukyanuk                  |
| Día 2 (9 de noviembre)  | SS5   | Újhuta - Nyíri /2             | 19.95 km  | Chris Ingram                     | Škoda Fabia Rally2 Evo       | 12:03.8         | Alexey Lukyanuk                  |
| Día 2 (9 de noviembre)  | SS6   | Füzér - Abaújvári elágazás /2 | 23.43 km  | Alexey Lukyanuk                  | Citroën C3 R5                | 14:00.9         | Alexey Lukyanuk                  |
| Día 2 (9 de noviembre)  | SS7   | Mád - Disznókő /2             | 10.19 km  | Alexey Lukyanuk                  | Citroën C3 R5                | 6:39.5          | Alexey Lukyanuk                  |
| Día 3 (10 de noviembre) | SS8   | Óhuta - Fony /1               | 10.60 km  | Ferenc Vincze Jr                 | Škoda Fabia R5               | 5:36.3          | Alexey Lukyanuk                  |
| Día 3 (10 de noviembre) | SS9   | Telkibánya - Újhuta /1        | 27.48 km  | Frigyes Turán                    | Škoda Fabia R5               | 18:26.1         | Alexey Lukyanuk                  |
| Día 3 (10 de noviembre) | SS10  | Disznókő - Mád /1             | 10.02 km  | Alexey Lukyanuk                  | Citroën C3 R5                | 6:49.8          | Alexey Lukyanuk                  |
| Día 3 (10 de noviembre) | SS11  | SSS Nyíregyháza               | 5.78 km   | Alexey Lukyanuk                  | Citroën C3 R5                | 5:16.3          | Alexey Lukyanuk                  |
| Día 3 (10 de noviembre) | SS12  | Óhuta - Fony /2               | 10.60 km  | Norbert Herczig                  | Volkswagen Polo GTI R5       | 5:47.9          | Alexey Lukyanuk                  |
| Día 3 (10 de noviembre) | SS13  | Telkibánya - Újhuta /2        | 27.48 km  | Callum Devine                    | Hyundai i20 R5               | 19:18.1         | Frigyes Turán                    |
| Día 3 (10 de noviembre) | SS14  | Disznókő - Mád /2             | 10.02 km  | Etapa Cancelada                  | Etapa Cancelada              | Etapa Cancelada | Frigyes Turán                    |
| Fuente:ewrc-results.com |       |                               |           |                                  |                              |                 |                                  |

## Clasificación final
| Pos.                     | Piloto                   | Copiloto           | Automóvil                   | Equipo                                | Tiempo    | Puntos  |
| ------------------------ | ------------------------ | ------------------ | --------------------------- | ------------------------------------- | --------- | ------- |
| 1                        | Frigyes Turán            | László Bagaméri    | Škoda Fabia R5              | Turán Motorsport SE                   | 2:11:28.0 | 25+10   |
| 2                        | Alexey Lukyanuk          | Dmitriy Eremeev    | Citroën C3 R5               | Saintéloc Junior Team                 | +33.7     | 18+10   |
| 3                        | Callum Devine            | Brian Hoy          | Hyundai i20 R5              | Hyundai Motorsport N                  | +1:25.9   | 15+10   |
| 4                        | Chris Ingram             | Ross Whittock      | Škoda Fabia Rally2 evo      | Toksport WRT                          | +1:48.5   | 12+6    |
| 5                        | Norbert Herczig          | Ramón Ferencz      | Volkswagen Polo GTI R5      | Mol Racing Team                       | +3:12.3   | 10+8    |
| 6                        | Ádám Velenczei           | Gábor Zsiros       | Citroën C3 R5               | Ádám Velenczei                        | +4:28.4   | [ n 1 ] |
| 7                        | Alberto de Thurn y Taxis | Bernhard Ettel     | Škoda Fabia R5              | BRR Baumschlager Rallye & Racing Team | +6:04.3   | 8+4     |
| 8                        | Sean Johnston            | Alexander Kihurani | Citroën C3 R5               | Saintéloc Junior Team                 | +6:55.0   | 6+1     |
| 9                        | Péter Osváth             | Tamás Papp         | Škoda Fabia R5              | Rally Café Racing Kft.                | +10:23.9  | [ n 2 ] |
| 10                       | László Német             | István Szabó       | Škoda Fabia R5              | Juhász Média Kft.                     | +13:15.6  | [ n 3 ] |
| 11                       | Erik Cais                | Jindřiška Žáková   | Ford Fiesta R2T19           | ACCR Czech Rally Team I               | +13:22.5  | 4       |
| 12                       | Gergő Dudás              | Krisztián Szabó    | Mitsubishi Lancer Evo IX R4 | Rodeo Speed Car Kft.                  | +13:23.4  | [ n 4 ] |
| 13                       | Pál Lovász               | Tamás Kürti        | Škoda Fabia R5              | LPWM Sport Kft.                       | +13:38.0  | 2+1     |
| 14                       | Paulo Nobre              | Gabriel Morales    | Škoda Fabia R5              | Palmeirinha Rally                     | +14:08.8  | 1       |
| Fuente: ewrc-results.com |                          |                    |                             |                                       |           |         |

## Clasificaciones tras el rally
| Posición | Piloto          | Puntos | Cambios de posición |
| -------- | --------------- | ------ | ------------------- |
| 1        | Chris Ingram    | 141    | Sin cambios         |
| 2        | Alexey Lukyanuk | 132    | Sin cambios         |
| 3        | Lukasz Habaj    | 116    | Sin cambios         |
| 4        | Filip Mareš     | 75     | Sin cambios         |
| 5        | Norbert Hercizg | 52     | Crecimiento         |

| Posición | Equipo                         | Puntos | Cambios de posición |
| -------- | ------------------------------ | ------ | ------------------- |
| 1        | Saintéloc Junior Team          | 178    | Sin cambios         |
| 2        | Toksport WRT                   | 175    | Sin cambios         |
| 3        | ACCR Czech Rally Team I        | 159    | Sin cambios         |
| 4        | Rally Team Spain               | 98     | Sin cambios         |
| 5        | Estonian Autosport Junior Team | 95     | Sin cambios         |